# Saint-Doulchard
Saint-Doulchard je naselje in občina v osrednjem francoskem departmaju Cher regije Center. Leta 1999 je naselje imelo 8.941 prebivalcev.

## Geografija
Kraj leži v pokrajini Berry severozahodno od Bourgesa.

## Uprava
Saint-Doulchard je sedež istoimenskega kantona, v katerega so poleg njegove vključene še občine Annoix, Arçay, Lapan, Lissay-Lochy, Plaimpied-Givaudins, Saint-Caprais, Saint-Just, Sainte-Lunaise, Senneçay, Soye-en-Septaine, Trouy in Vorly z 9.091 prebivalci.
Kanton Saint-Doulchard je sestavni del okrožja Bourges.

## Zgodovina
Naselbina se je v rimskem obdobju imenovala Ampeliacum, sedanje ime je dobila po menihu puščavniku Dulcardusu v srednjem veku.

## Pobratena mesta
- Darłowo (Zahodnopomorjansko vojvodstvo, Poljska);